# Корита (Бијело Поље)
Корита је насеље у општини Бијело Поље у Црној Гори. Према попису из 2003. било је 346 становника (према попису из 1991. било је 402 становника).

## Демографија
У насељу Корита живи 231 пунолетни становник, а просечна старост становништва износи 31,9 година (31,4 код мушкараца и 32,5 код жена). У насељу има 74 домаћинства, а просечан број чланова по домаћинству је 4,68.
Ово насеље је великим делом насељено Бошњацима (према попису из 2003. године), а у последња три пописа, примећен је пад у броју становника.
|  |

| Демографија | Демографија | Демографија |
| Година      | Становника  | Становника  |
| ----------- | ----------- | ----------- |
|             |             |             |
|             |             |             |
|             |             |             |
|             |             |             |
| 1948.       | 527         |             |
| 1953.       | 577         |             |
| 1961.       | 586         |             |
| 1971.       | 593         |             |
| 1981.       | 490         |             |
| 1991.       | 402         | 401         |
| 2003.       | 423         | 346         |
|             |             |             |

| Етнички састав према попису из 2003.‍ | Етнички састав према попису из 2003.‍ | Етнички састав према попису из 2003.‍ | Етнички састав према попису из 2003.‍ | Етнички састав према попису из 2003.‍ |
| ------------------------------------ | ------------------------------------ | ------------------------------------ | ------------------------------------ | ------------------------------------ |
|                                      |                                      |                                      |                                      |                                      |
| Бошњаци                              | Бошњаци                              |                                      | 318                                  | 91,90%                               |
| Муслимани                            | Муслимани                            |                                      | 28                                   | 8,09%                                |
| непознато                            | непознато                            |                                      | 0                                    | 0,0%                                 |

| Година пописа     | 1948. | 1953. | 1961. | 1971. | 1981. | 1991. | 2003. |
| ----------------- | ----- | ----- | ----- | ----- | ----- | ----- | ----- |
| Број домаћинстава | 89    | 89    | 84    | 95    | 73    | 74    | 83    |

| Број чланова      | 1  | 2 | 3  | 4  | 5 | 6  | 7 | 8 | 9 | 10 и више | Просек |
| ----------------- | -- | - | -- | -- | - | -- | - | - | - | --------- | ------ |
| Број домаћинстава | 74 | 9 | 12 | 10 | 5 | 10 | 8 | 8 | 4 | 4         | 4      |

| Пол    | Укупно | Неожењен/Неудата | Ожењен/Удата | Удовац/Удовица | Разведен/Разведена | Непознато |
| ------ | ------ | ---------------- | ------------ | -------------- | ------------------ | --------- |
| Мушки  | 124    | 46               | 74           | 3              | 1                  | 0         |
| Женски | 128    | 37               | 72           | 18             | 1                  | 0         |
| УКУПНО | 252    | 83               | 146          | 21             | 2                  | 0         |

| Пол    | Укупно                    | Пољопривреда, лов и шумарство | Рибарство                            | Вађење руде и камена | Прерађивачка индустрија       |
| ------ | ------------------------- | ----------------------------- | ------------------------------------ | -------------------- | ----------------------------- |
| Мушки  | 71                        | 64                            | 0                                    | 0                    | 1                             |
| Женски | 26                        | 20                            | 0                                    | 0                    | 4                             |
| УКУПНО | 97                        | 84                            | 0                                    | 0                    | 5                             |
| Пол    | Производња и снабдевање   | Грађевинарство                | Трговина                             | Хотели и ресторани   | Саобраћај, складиштење и везе |
| Мушки  | 0                         | 0                             | 0                                    | 1                    | 2                             |
| Женски | 0                         | 0                             | 0                                    | 0                    | 0                             |
| УКУПНО | 0                         | 0                             | 0                                    | 1                    | 2                             |
| Пол    | Финансијско посредовање   | Некретнине                    | Државна управа и одбрана             | Образовање           | Здравствени и социјални рад   |
| Мушки  | 0                         | 0                             | 1                                    | 2                    | 0                             |
| Женски | 0                         | 0                             | 0                                    | 1                    | 1                             |
| УКУПНО | 0                         | 0                             | 1                                    | 3                    | 1                             |
| Пол    | Остале услужне активности | Приватна домаћинства          | Екстериторијалне организације и тела | Непознато            | Непознато                     |
| Мушки  | 0                         | 0                             | 0                                    | 0                    | 0                             |
| Женски | 0                         | 0                             | 0                                    | 0                    | 0                             |
| УКУПНО | 0                         | 0                             | 0                                    | 0                    | 0                             |